# Panoramiste
Un panoramiste est un peintre spécialisé dans la peinture de panoramas.

## Premier panoramiste
Le panaroma est inventé en 1787 par le premier panoramiste Robert Barker.

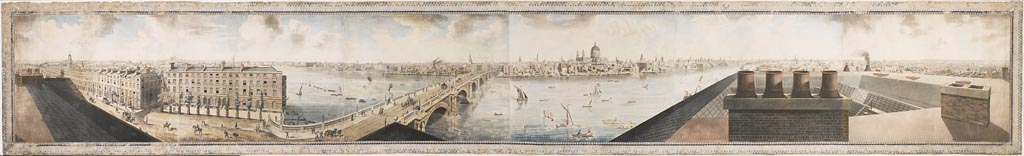
Vue panoramique de Londres depuis le haut d'Albion Mills peinte par Robert Barker en 1792 d'après des esquisses de son fils Henry Aston Barker.

## Premier grand panoramiste français
En 1799, Pierre Prévost obtient un brevet de l'invention de Barker lui permettant ainsi de peindre des panoramas en France.

Esquisse représentant le panorama de Paris depuis le toit du pavillon de Flore peint par Pierre Prevost.